# 長崎造船所タービンローター破裂事故

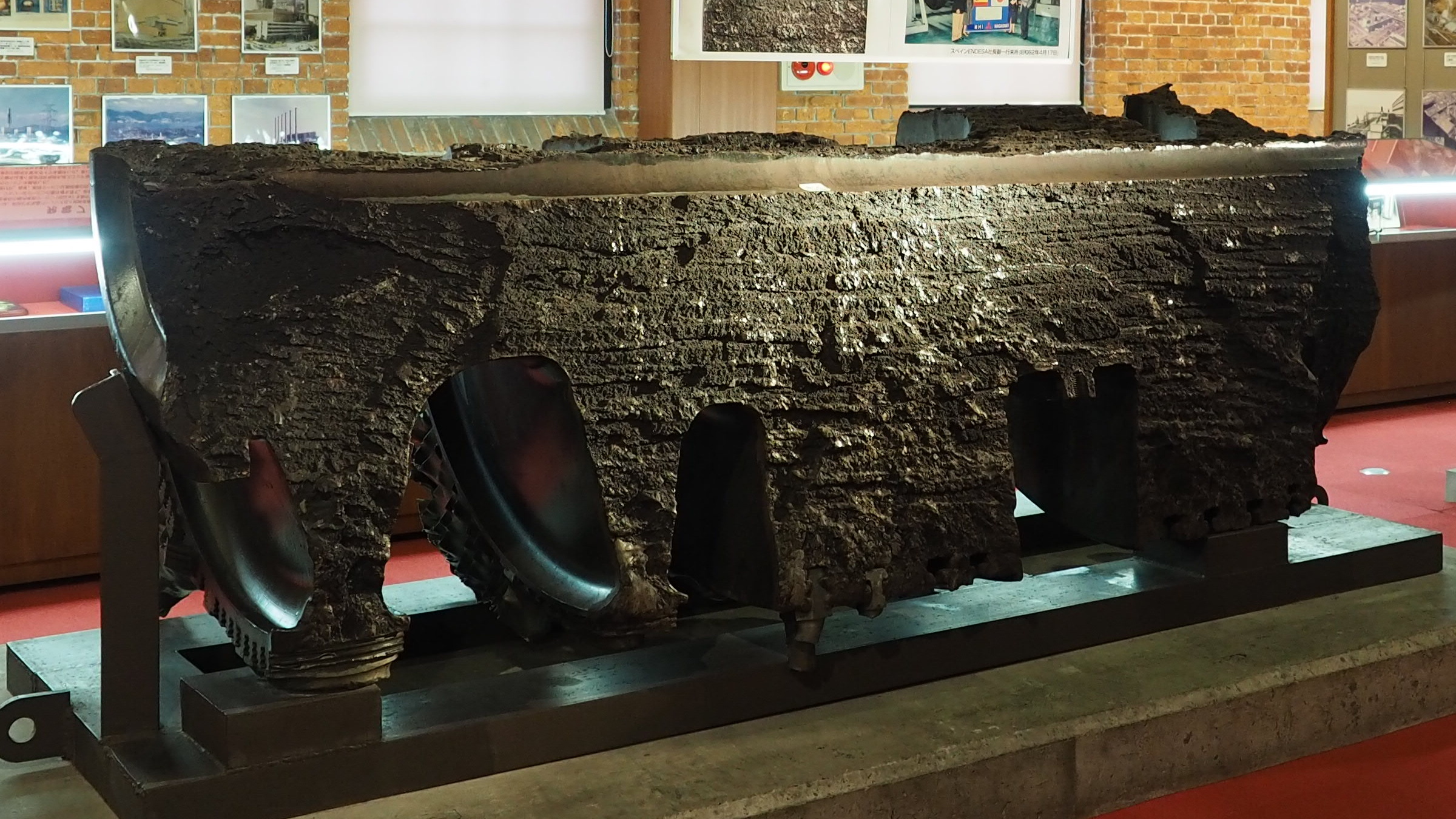
長崎湾に落ちたロータ破片(破断面)

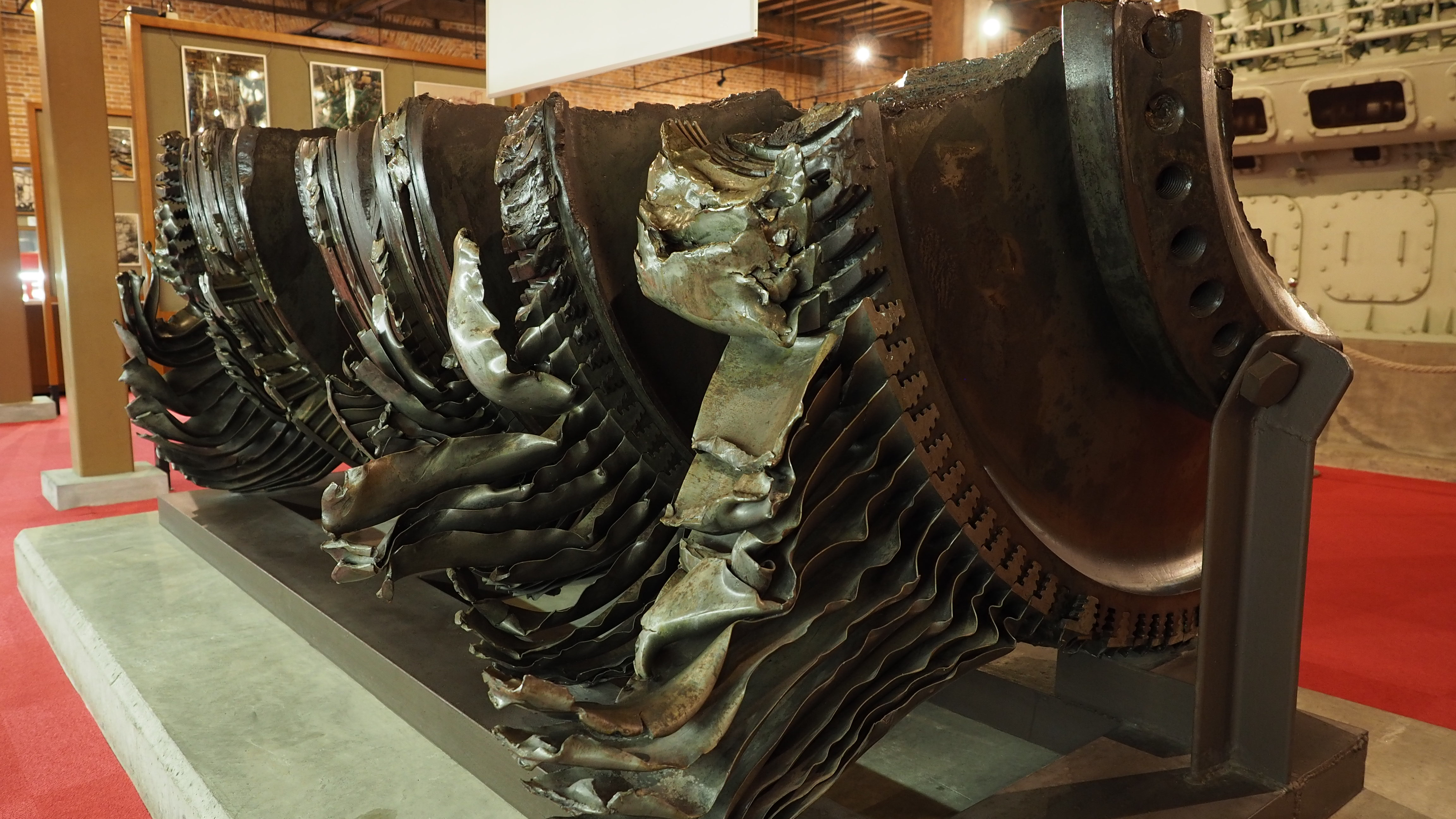
長崎湾に落ちたロータ破片(外側)

長崎造船所タービンローター破裂事故（ながさきぞうせんじょタービンローターはれつじこ）は、1970年（昭和45年）10月24日に三菱重工業長崎造船所で試験中の蒸気タービンローターが破裂した事故である。死者4名、重軽傷者61名が発生した。同事故の原因究明と対策はその後の製鋼、熱処理、検査技術に進展をもたらした。
事故当日、三菱重工はスペインの電力会社、エンデサ向けの33万kWタービンローター初号機の過速度試験を行った。ローターは胴部外径1,778mm、翼外径3,403mm、胴部長さ3,590mm、全長7,698mm、重量50t。材料は3.5NiCrMoVを真空造塊したものである。定格3,000rpmの120%である3,600rpmまで回転数を上げる途中、3,540rpmに達した13時42分、ローターが4つに割れて飛散した。原因は、偏析や不純物によるローター素材の欠陥による脆性破壊である。
最も遠くまで飛んだ破片は1.5km先の工場西側の山頂付近に落ち、この破片の重さは11tあった。9tの破片は880m先の長崎湾に落ちた。ひとつは工場内を水平に飛び、多くの死傷者を出した。最後のひとつは工場の床に刺さっていた。長崎湾に落ちた破片は後世への戒めとして、長崎造船所史料館に保存されている。